# Training Day (serie televisiva)
Training Day è una serie televisiva statunitense trasmessa dal 2 febbraio al 20 maggio 2017 sulla CBS. Il 17 maggio 2017, la serie viene cancellata dopo una stagione.
È basata sull'omonimo film del 2001.
In Italia, la serie viene trasmessa su Premium Crime dal 19 settembre 2017.

## Trama
Reboot del film omonimo del 2001, il crime procedurale racconta la storia di un veterano detective del dipartimento di polizia Los Angeles che fa coppia con un agente ancora in erba e idealista.

## Episodi
| Stagione       | Episodi | Prima TV USA | Prima TV Italia |
| -------------- | ------- | ------------ | --------------- |
| Prima stagione | 13      | 2017         | 2017            |

## Personaggi e interpreti

### Principali
- Francis Roarke, interpretato da Bill Paxton, doppiato da Pasquale Anselmo
- Kyle Craig, interpretato da Justin Cornwell, doppiato da David Chevalier
- Holly Butler, interpretata da Julie Benz, doppiata da Claudia Razzi
- Rebecca Lee, interpretata da Katrina Law, doppiata da Sabrina Duranti
- Thomas Campbell, interpretato da Drew Van Acker, doppiato da Flavio Aquilone
- Valeria Chavez, interpretata da Christina Vidal, doppiata da Francesca Manicone
- Alyse Arrendondo, interpretata da Lex Scott Davis, doppiata da Valentina Mari
- Joy Lockhart, interpretata da Marianne Jean-Baptiste, doppiata da Anna Rita Pasanisi